# Chaîne de production

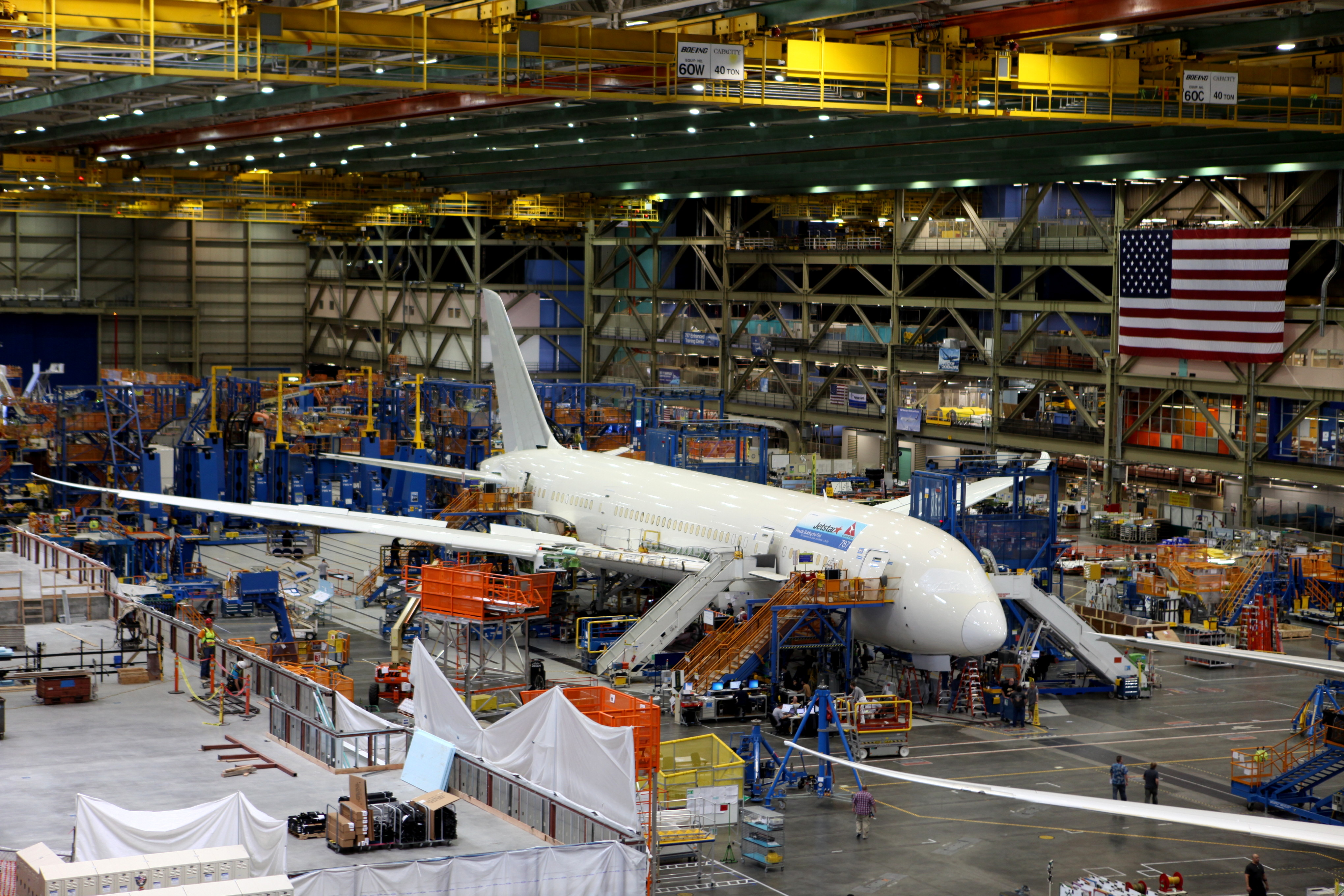
Le premier Boeing 787 immatriculé en Australie en assemblage final à Seattle.

La chaîne de production est l'ensemble des opérations de fabrication nécessaires à la réalisation d'un produit manufacturé, des matières premières jusqu'à la mise sur le marché. Typiquement, les matières premières telles que les minerais de métaux, les produits agricoles, tels que les produits alimentaires ou les plantes à l'origine des textiles (coton, lin), nécessitent un traitement préliminaire pour les rendre utilisables. Pour le métal, les procédés incluent l'extraction, le raffinage et la fonte. Pour les plantes, la matière utile doit être séparée de l'enveloppe ou des impuretés et être traitée avant la vente.
Dans cet article, la chaîne de production est considérée dans toute son ampleur, de la matière première jusqu'à la fin de vie du produit. Cependant la "chaîne de production" peut aussi être considérée dans le cadre limité d'une entreprise. Dans ce cas, on utilise aussi le terme de « ligne de production ». 
La chaîne de production peut être synonyme de chaîne de fabrication dans certaines industries.

## Histoire
Au début, les procédés de production ont été limités par la disponibilité d'une source d'énergie. Les moulins à vent et les moulins à eau fournissaient la puissance pour les processus lourds, et la main d'œuvre était employée pour des activités exigeant plus de précision. Déjà au XVIIIe siècle avec les matières premières, l'énergie et la population en différents endroits, la production était distribuée entre plusieurs sites. La concentration de beaucoup de personnes dans les usines, et plus tard l'usine type, comme les filatures de coton, ont orienté la tendance vers différents processus localisés au même endroit.
Avec le développement du moteur à vapeur dans la dernière moitié du XVIIIe siècle, les éléments de production sont devenus moins dépendants de la localisation de la source d'énergie, et donc le traitement des marchandises fut déplacé à la source des matériaux ou près du lieu de vie des personnes pour exécuter le travail. Des processus séparés, pour différentes étapes de traitement, ont été introduits dans le même bâtiment, et les diverses étapes du raffinage ou de la fabrication ont été combinées.
Oliver Evans aux États-Unis a réuni les étapes du processus de minoterie dans les années 1780 pour former ce qui est identifié comme la première chaîne de production, le débit de sortie d'un processus alimentant directement le suivant.
Avec l'augmentation de l'utilisation de la puissance de la vapeur, et l'augmentation des machines pour remplacer les personnes, l'utilisation intégrée des techniques dans des lignes de production a stimulé les révolutions industrielles de l'Europe et des États-Unis. La prochaine étape était le concept de la chaîne de montage, comme celle introduite par Eli Witney. Ceci fut mis en place à la Compagnie Ford Motor en 1913, où Henry Ford introduisit l'innovation de déplacer, sans interruption, les voitures à assembler d'un poste de travail à l'autre.
Henry Ford a inventé la Compagnie Ford Motors.

## Le transport sur lelieu de transformation
Le transport entre le lieu de prélèvement des matières premières et leur lieu de transformation a fait l'objet de transformations au fil des siècles. Ainsi, lorsque l'industrie entama sa mise en place, on situait le lieu de transformation à côté du lieu de prélèvement, évitant ce problème du transport. Par la suite, avec l'introduction dans la vie économique des machines à vapeur, on put localiser les industries, principalement des usines, à des endroits plus proches du lieu de vie des travailleurs, permettant aux ouvriers de réduire leur propre trajet. Il y avait bien le moyen de tracter avec des chevaux les ressources, auparavant, mais ce moyen de transport était trop lent pour être rentable. Les trains furent très utilisés par les patrons, et très vite la construction des chemins de fer devant un secteur privé très actif. Les premières lignes de chemin de fer étaient construites par de grands industriels dans l'objectif d'augmenter leurs revenus.
Les ressources venant des colonies et transformées dans des usines situées en métropole étaient transportées par navires, mais le transport était plutôt lent par voie maritime à cette époque, et il coûtait cher. On préféra donc se concentrer sur des ressources plus proches géographiquement.
Aujourd'hui, le transport n'est plus un problème. De nombreux véhicules existent pour emmener rapidement beaucoup de ressources d'un point A à un point B.

## Réalisation du produit
Il s'agit de l'opération de transformation apportant le plus de valeur ajoutée. Généralement, il s'agit des dernières opérations avant le conditionnement, mais ce n'est pas obligatoire et dépend essentiellement du produit envisagé. Par exemple la fabrication d'une pompe à fioul : Si on considère la chaîne de production suivante :
1. réception des matières premières et des vis
2. usinage du corps, du rotor et des palettes
3. transport des pièces vers le lieu d'assemblage
4. assemblage
5. test
6. peinture
7. séchage
8. conditionnement
9. expédition

la réalisation du produit sera l'assemblage. En revanche, si on considère le rotor, la transformation à forte valeur ajoutée sera l'usinage. De même, sur l'échelle du camion de transport de fioul, la pompe à fioul fixée sur le châssis du camion n'est qu'un composant.